# Monte Cimone
Monte Cimone (2165 m n. m.) je nejvyšší hora Severních Apenin i italského regionu Emilia-Romagna.
Během druhé světové války stála na vrcholu německá radarová a protiletadlová základna. K vojenským účelům sloužil vrchol i po válce a z tohoto důvodu byl během studené války nepřístupný.
Dnes je přístupný po značených cestách hned z několika směrů, nejsnáze od lanovek na severu a na východě, které končí několik set metrů pod vrcholem. Nejjednodušší výstup bez použití lanovek vede z vesnice Doccia del Cimone na západním svahu hory. Cesta měří 6 km s převýšením kolem 800 metrů.

## Lyžařské středisko

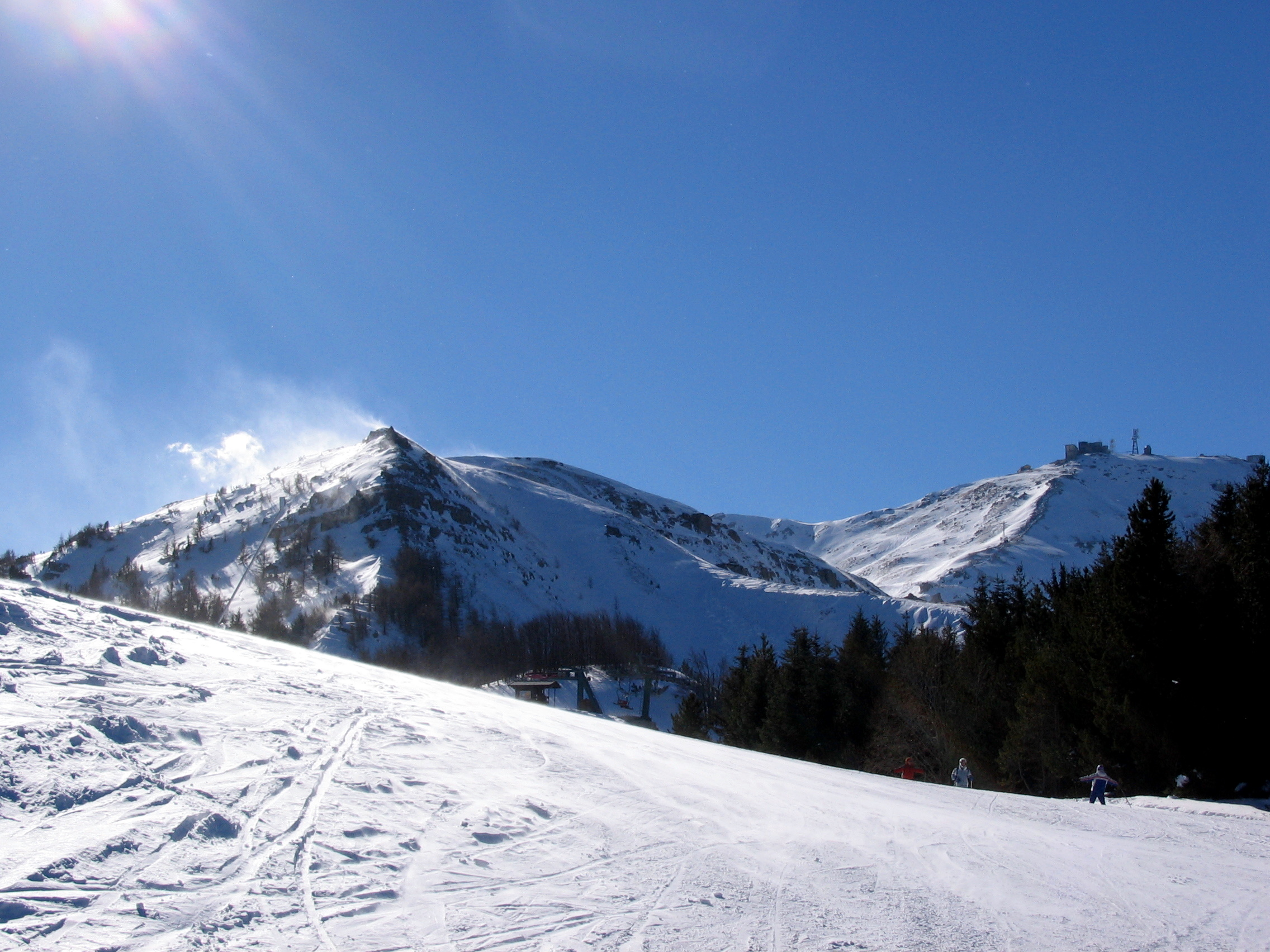
Monte Cimone v zimě

Na severních a východních svazích se rozkládá několik propojených lyžařských středisek s celkovou délkou sjezdovek přes 50 km. Lyžařská sezóna začíná obvykle začátkem prosince (často už koncem listopadu) a končí v polovině dubna. Středisko je navštěvováno i snowboardisty, protože v areálu Passo del Lupo se nachází velký snowpark, mj. s 85 metrů dlouhou U-rampou.